# Machaeropterus
Machaeropterus és un gènere d'ocells de la família dels píprids (Pipridae). Agrupa a espècies natives d'Amèrica del Sud on es distribueixen des del nord del continent, (Veneçuela, Colòmbia, Equador), fins al nord de Bolívia, est del Perú, centre oest i costa sud-est del Brasil.

## Descripció
Els ocells d'aquest gènere són petits píprids mesurant entre 9 i 9,5 cm de longitud, els mascles amb notable patró estriat i amb cants inusuals, que habiten selves humides muntanes. Són els únics píprids que presenten estriat.

## Taxonomia
El complex Machaeropterus striolatus va ser considerat separat de M. regulus per Snow (2004); el que va ser seguit per les principals classificacions. Aquesta separació va ser corroborada pels estudis de Lane et al. (2017), i aprovada per la Proposta N° 761 al Comitè de Classificació de Sud-americà (SACC).
A la mateixa Proposta N° 761 es va reconèixer la nova espècie Machaeropterus eckelberryi, recentment descrita per a la ciència el 2017 en el mateix treball de Lane et al. (2017), restringida a una petita zona del nord del Perú, als departaments de San Martín i Loreto.
Els estudis de filogènia molecular de Tello et al (2009) i McKay et al (2010), van verificar l'existència de dos clades ben diferenciats dins de la família Pipridae: una subfamília anomenda Neopelminae (Tello, Moyle, Marchese & Cracraft, 2009) agrupant els manaquís més semblants als tirànids dels gèneres Neopelma i Tyranneutes; i els altres gèneres anomenats «manaquís pròpiament dits», incloent-hi el present Machaeropterus, en un clade monofilètic Piprinae (Rafinesque, 1815). Això va ser plenament confirmat pels amplis estudis de filogènia molecular dels passeriformes suboscines realitzats per Ohlson et al (2013).
El Comitè de Classificació de Sud-americà (SACC) adopta aquesta última divisió i seqüència lineal dels gèneres, a partir de l'aprovació de la Proposta N° 591. La classificació Clements Checklist v.2017, el IOC, l'HBW, BLI i el Comitè Brasiler de Registres Ornitològics (CB) adopten integralment aquesta seqüència i divisió.
El nom genèric Machaeropterus es compon de les paraules del grec antic «μαχαιρα (makhaira)» que significa “ganivet”, “daga”, i «πτερος (pteros)» que significa “d'ales”.
Segons la Classificació del Congrés Ornitològic Internacional (versió 15.1, 2025) aquest gènere està format per cinc espècies:
- Machaeropterus deliciosus - manaquí alablanc.
- Machaeropterus regulus - manaquí estriat oriental.
- Machaeropterus striolatus - manaquí estriat occidental.
- Machaeropterus eckelberryi - manaquí pintat.
- Machaeropterus pyrocephalus - manaquí cap de foc.